# Formatiespringen

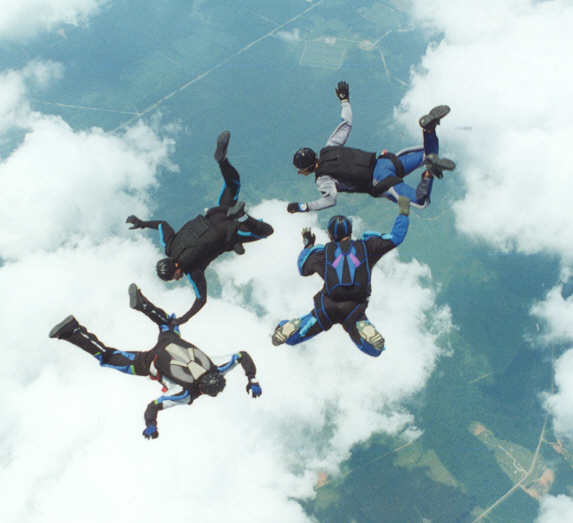
4-way sequential

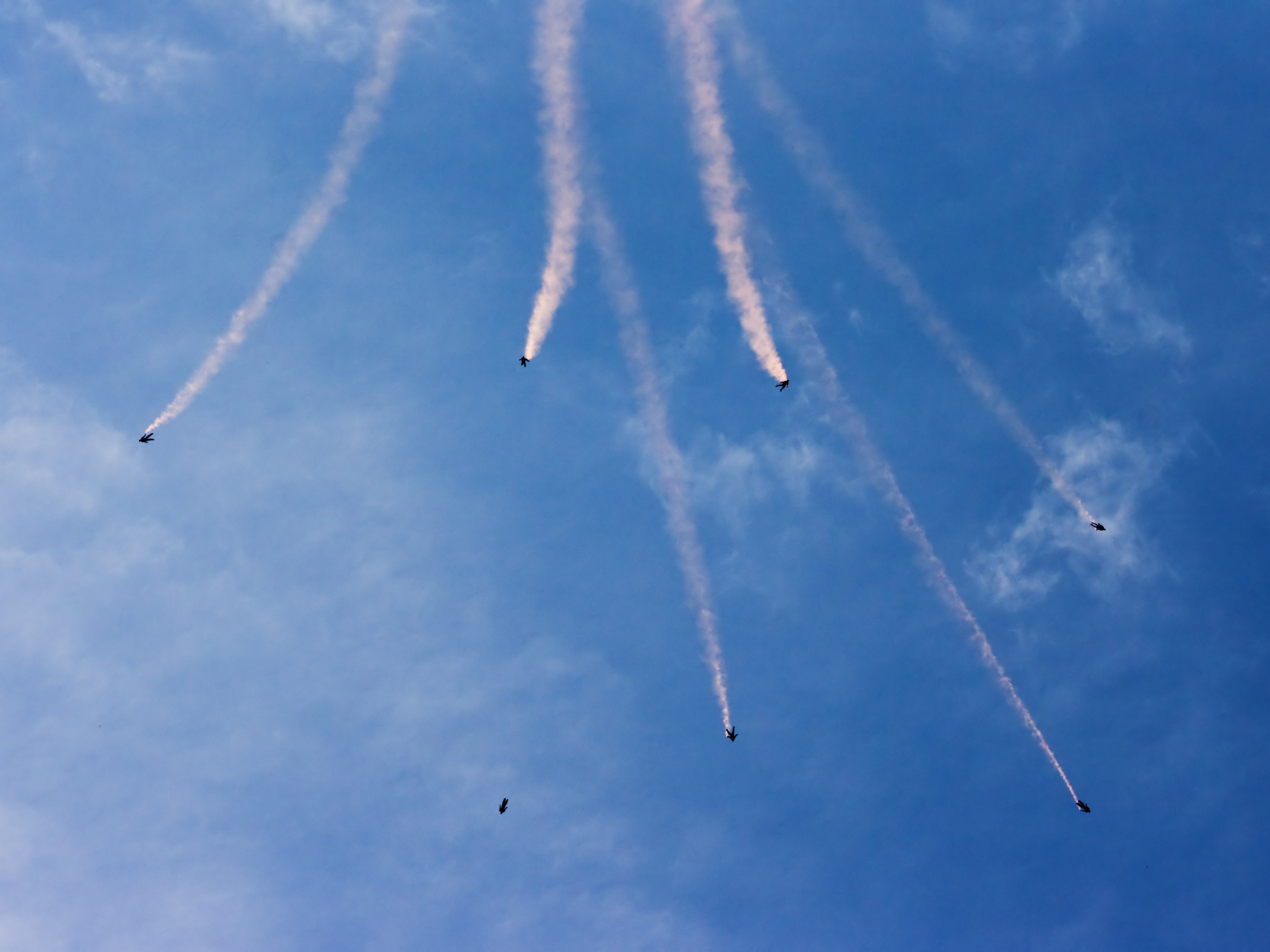
Zo ver mogelijk verwijderen van de formatie voordat de parachute geopend wordt.

Formatiespringen is een discipline binnen de sport parachutespringen waarbij meerdere parachutisten zich aan elkaar vastpakken door middel van grepen op hun springpak terwijl ze in vrije val zijn. Het doel van deze discipline is om een formatie te maken met verschillende springers in een geometrisch patroon. 
Formatiespringen kan onderverdeeld worden in de volgende subcategorieën:
- 4-way sequential (FS4)
- 4-way vertical sequential (VFS, Verticaal Formatie Skydiven)
- 8-way sequential (FS8)
- 16-way sequential (FS16)
- 10-way speed
- Grote formaties (Big-Ways)

Een 4-way formatiewedstrijd (FS-4) ziet er als volgt uit:
Er zijn twee soorten formaties: randoms en blocks. Randoms zijn enkelvoudige formaties waarbij tussen de formaties alle grepen volledig worden losgelaten. Blocks zijn dubbele formaties waarbij speciale bewegingen (inters) tussen de formaties plaatsvinden. De start van een formatie kan, maar hoeft niet, gelijk zijn aan het einde van de formatie.
Een voorbeeld van een random kan er als volgt uitzien: vier parachutisten liggen met hun gezicht naar het centrum van de formatie. Zij houden allen elkaars pols vast.
Een inter kan er als volgt uitzien: De grips tussen sommige van de parachutisten worden losgelaten zodat er zich twee paartjes vormen. Beide paartjes doen een draai van 270 graden, waarna er een andere formatie wordt vastgepakt. 
Alle blocks hebben een nummer en alle randoms hebben een letter.
Blocks zijn 1 punt voor elke correcte formatie waard (dus 2 punten voor een gedraaid blok). Randoms zijn 1 punt waard. Er zijn 22 blocks en 16 randoms.
Een wedstrijd heeft maximaal 10 rondes en elke ronde heeft maximaal 5 of 6 formaties die gelegd moeten worden. Als de formaties rond zijn dan mag het team weer van vooraf aan beginnen, net zo lang tot de werktijd van 35 seconden voorbij is. De jury jureert op basis van videomateriaal dat geschoten is door een externe springer.
Een wedstrijd trekking kan er als volgt uitzien:
1. C-E-B-13
2. 14-20-8
3. 15-16-H
4. J-O-1-D
5. 6-18-19
6. 5-F-21
7. 10-K-G-M
8. 22-3-P
9. 12-9-4
10. 11-17-Q

Het winnende team is het team dat de meeste punten heeft behaald door de meeste correcte formaties te draaien.
In het geval dat het weer niet meewerkt of als er technische problemen zijn, dan is een wedstrijd geldig zolang elk team minimaal 1 ronde heeft versprongen.